# Иван Мазов
Иван Мазов с псевдоним Климе (на македонска литературна норма: Иван Мазов - Климе) е журналист от Социалистическа република Македония.

## Биография
Роден е на 7 януари 1923 година в град Кавадарци. Сътрудничи на вестник Народен глас. От 22 март 1944 е главен редактор на първия вестник на македонски диалект „Млад борец“. Сътрудничи и на вестник „Нова Македония“. Мазов е сред участниците в Третата езикова комисия на АСНОМ по кодификация на македонската литературна норма. По време на революцията в Алжир е военен репортер там. През 60-те години на XX век е главен редактор на вестник „Трудбеник“. Мазов е сред основателите на Сдружението на новинарите на Македония и на Дружеството на писателите на Македония. Завършва Висша политическа школа в Белград. Носител е на Партизански възпоменателен медал 1941 година.

## Произведения
- Додека топове пукаат
- По трагите на Евлиjа Челебиjа (пътепис)